# Caecarcturus quadraspinosus
Caecarcturus quadraspinosus is een pissebed uit de familie Antarcturidae. De wetenschappelijke naam van de soort is voor het eerst geldig gepubliceerd in 1981 door Schultz.